# IPhone 7 Plus
El iPhone 7 Plus es un teléfono inteligente marca iPhone.

## Historia
Su presentación se realizó el 8 de septiembre de 2016 en el Apple Special Event en el auditorio Bill Graham Civic Auditorium en San Francisco (California). En la misma se anunció que la preventa comenzaría el día 9 de ese mismo mes y que el lanzamiento oficial de los dispositivos sería el 11 de octubre en los países de la primera oleada, extendiéndose al resto del mundo a partir del 17 de diciembre.
El 21 de marzo de 2017 y sin aviso previo más que algunos rumores, Apple lanzó una edición especial del iPhone 7 en color rojo. Esta versión está disponible únicamente en capacidades de 128 y 256 GB y forma parte de la iniciativa Product (RED), por lo que parte del dinero recaudado con las ventas de este modelo se destinarán a la lucha contra el VIH en el África subsahariana.

## Diseño
Respecto a sus predecesores, los dos modelos del iPhone 7 se diferencian principalmente por el rediseño de las líneas traseras de las antenas y la cámara, ampliando las lentes creando una nueva estética en los terminales. Estos modelos se presentan en dos nuevos colores: negro mate y negro brillante, o Jet Black como lo denomina Apple, eliminando el gris espacial de anteriores generaciones, más adelante, Apple lanzó un color diferente para el iPhone, el color rojo (iPhone (RED) Product). Aun así, se conservan los colores plata, oro y oro rosa. En cuanto al cambio en la cámara que se ha comentado, la versión Plus cuenta con una doble lente para el uso del nuevo modo de fotografía llamado “Retrato”, el cual crea un efecto voqué, de forma digital, ayudánose de la doble cámara.